# Pargalla
Pargalla fou una ciutat del país dels kashka, al nord-est d'Hattusa, no lluny de Tapikka. Fou reconquerida pel rei hitita Subiluliuma I abans del 1340 aC, després d'haver ocupat Anziliya, i va haver de derrotar un atac kashka a la ciutat, la qual després fou restaurada i repoblada d'hitites.